# هندسة كهروكيميائية

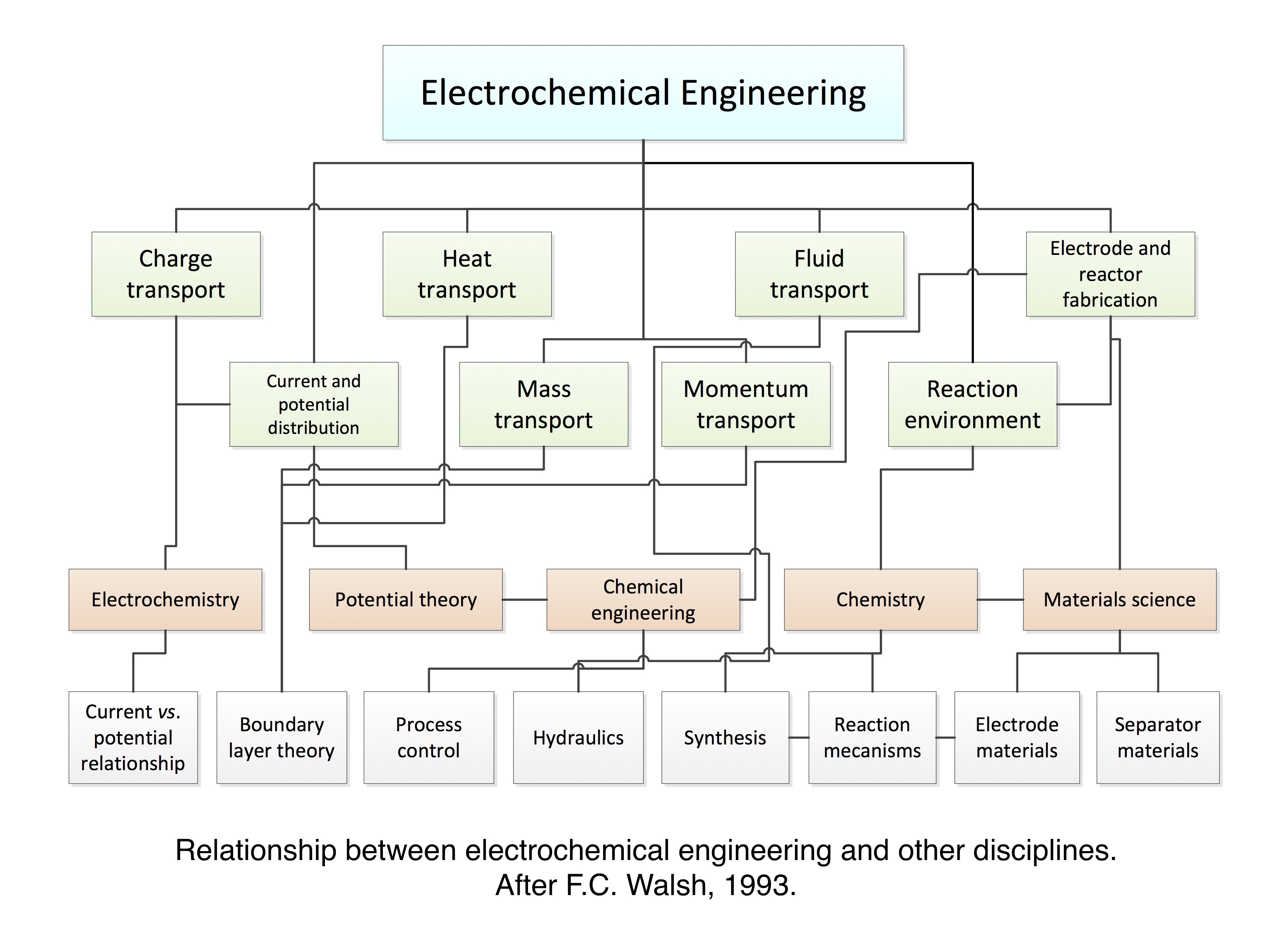
يظهر هذا العلاقة بين الهندسة الكهروكيميائية والتخصصات الأخرى.

الهندسة الكهروكيميائية هي فرع من فروع الهندسة تتعامل مع التطبيقات التكنولوجية للظاهرة الكهروكيميائية (مثل تركيب المواد الكيميائية، الاستخلاص الكهربائي، تنقية المعادن، البطاريات، خلايا الوقود، المستشعرات، تعديل السطح عن طريق الترسيب الكهربي والانفصال والتعرية).
- يوجد تداخل بين الهندسة الكهربية والهندسة الكيميائية.
- واحد من الرواد في مجال الهندسة هو تشارلز فردريك بورجس.

## التاريخ
- لقد برز فرع الهندسة تدريجيا من خلال الهندسة الكيميائية.
- أثرت أعمال واجنر (1962) وليفيتش (1962) في بزوغ الهندسة الكهروكيميائية، لأن معظم أعمالهم ألهمت الكثير من الأخرى ن.
- العديد من الأشخاص أمثال توبياس، لبل، وهاين أسسوا مراكز تدريب هندسى ومن خلال كلياتهم استطاعوا تطوير طرق دراسة نظرية وعملية هامة.